# Cissus mauritiana
Cissus mauritiana är en vinväxtart som beskrevs av B. Descoings. Cissus mauritiana ingår i släktet Cissus och familjen vinväxter. Inga underarter finns listade i Catalogue of Life.